# Михайликівська сільська рада (Шишацький район)
Михайликівська сільська рада — колишній орган місцевого самоврядування у Шишацькому районі Полтавської області з центром у селі Михайлики.

## Населені пункти
Сільраді були підпорядковані населені пункти:
- c. Михайлики
- с. Порскалівка
- с. Харенки